# Dottrina Monroe

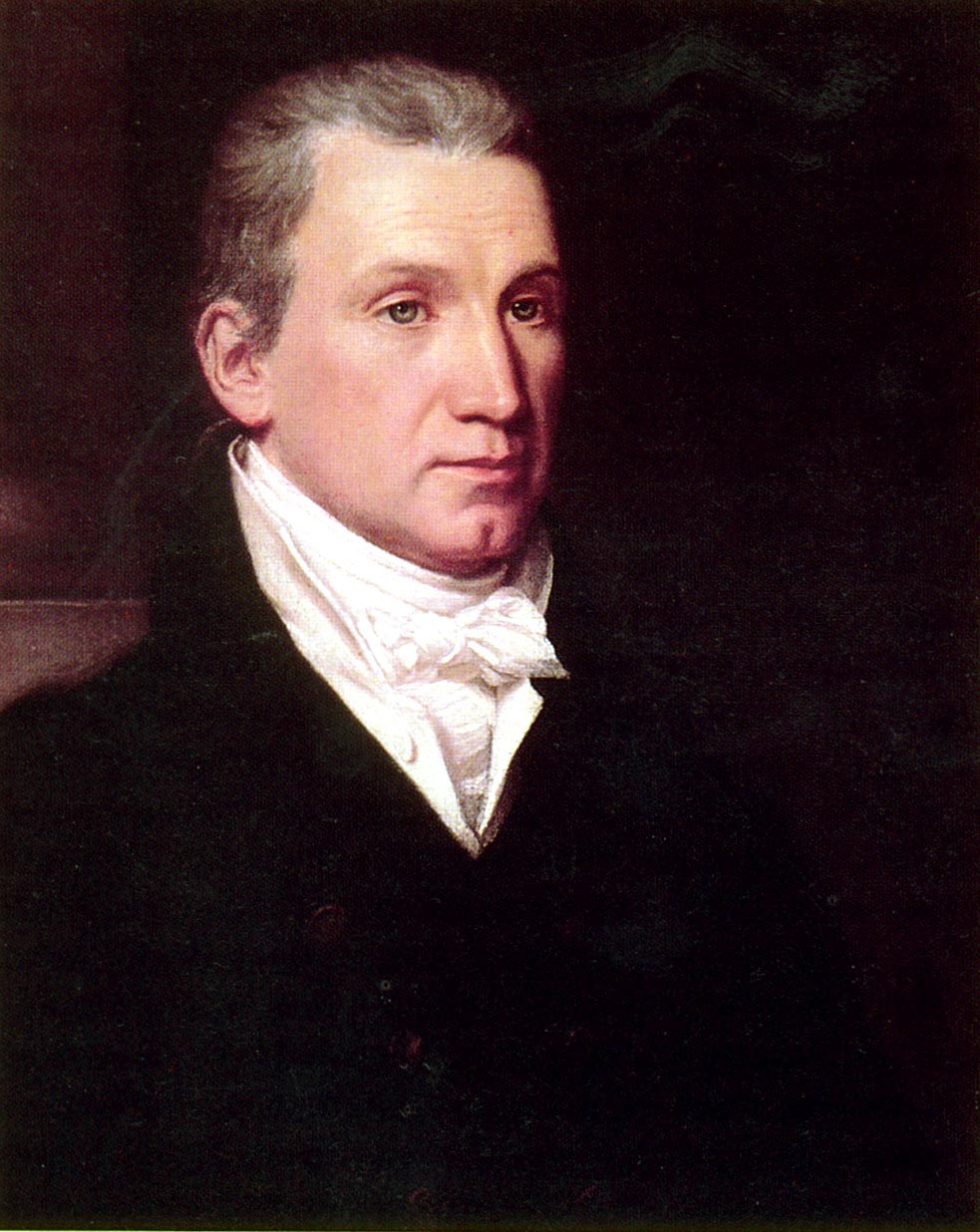
James Monroe in un ritratto del 1832 circa

La dottrina Monroe indica un messaggio ideologico di James Monroe, presidente degli Stati Uniti d'America, contenuto nel discorso sullo stato dell'Unione pronunciato innanzi al Congresso il 2 dicembre 1823, che esprime l'idea della supremazia degli Stati Uniti nel continente americano. 
Monroe affermò in quel discorso che qualsiasi intromissione di potenze straniere negli affari politici del continente americano sarebbe stata considerata come ostile agli Stati Uniti. Inoltre, per Monroe, i processi di indipendenza dell'America Latina non potevano essere repressi da nessuna potenza europea (dalla Spagna soprattutto).    

## Il contesto storico

### I rapporti politici tra USA e Europa all'inizio del XIX secolo
A quel tempo in Europa la parentesi della rivoluzione francese, proseguita nel periodo napoleonico, si era conclusa e le forze della Restaurazione si erano ricompattate nella coalizione anti-liberale definita Santa Alleanza. Monroe sostenne che l'Europa non avrebbe dovuto più accampare pretese non solo sugli Stati Uniti, ma su tutto il continente americano, compresa l'America latina, che in quel tempo aveva avviato tentativi di affrancamento dalla madrepatria spagnola, attraverso una serie di rivolte sfociate poi in guerre d'indipendenza. Stringendo rapporti commerciali e diplomatici con Messico, Colombia, Brasile, Venezuela e Cile, gli Stati Uniti decisero di istituire un rapporto privilegiato con i paesi liberatisi dalla dominazione coloniale, a danno dei quali non avrebbero accettato interventi da parte della Santa Alleanza diretti a reprimere i movimenti di indipendenza. Poiché all'epoca gli Stati Uniti erano privi di mezzi militari significativi, influì più la diplomazia britannica e il potere dissuasivo della sua marina da guerra che la "chiassosa arroganza" di Monroe. La dottrina Monroe fu comunque confermata per molto tempo dai successivi presidenti degli Stati Uniti, quando gli Stati Uniti erano ormai in grado di metterla in opera.

### I rapporti col Regno Unito dopo la guerra d'indipendenza americana
Thomas Jefferson definì l'inizio di questa dottrina come "una cordiale amicizia con l'Inghilterra" (soprattutto dopo la guerra anglo-americana di dieci anni prima). Egli espose il pensiero che:
(Thomas Jefferson)
La dottrina Monroe, elaborata dopo l'indipendenza degli Stati Uniti, garantiva agli Stati Uniti un adeguato isolazionismo basato sulla speciale relazione con la madrepatria inglese. La Gran Bretagna, potenza mondiale e a quel tempo detentrice del massimo potere marittimo, era la sola che poteva dare agli USA la possibilità di godere dell'equilibrio di potenza continentale e quindi di mantenersi "isolati", senza subire intromissioni nella propria sfera d'influenza e senza allo stesso tempo neppure interferire, essi stessi, in alcun modo nelle vicende del vecchio continente.

### La guerra di secessione americana e la rivoluzione messicana
La dottrina Monroe attraversò una crisi temporanea durante la guerra civile americana, allorché, approfittando del conflitto fra gli stati nordamericani, Napoleone III col pretesto di esigere il pagamento di debiti intraprese una spedizione in Messico e fondò un Impero messicano ponendo sul trono del paese Massimiliano d'Asburgo come imperatore. Tale impresa va inquadrata nel progetto dell'imperatore francese di fondare un blocco latinoamericano cattolico da contrapporre agli Stati Uniti anglosassoni e protestanti. Terminata la guerra civile tuttavia gli Stati Uniti si ricompattarono e di fronte alle forti richieste del Segretario di Stato William H. Seward, Napoleone III dovette richiamare il contingente francese dal Messico.

## Analisi

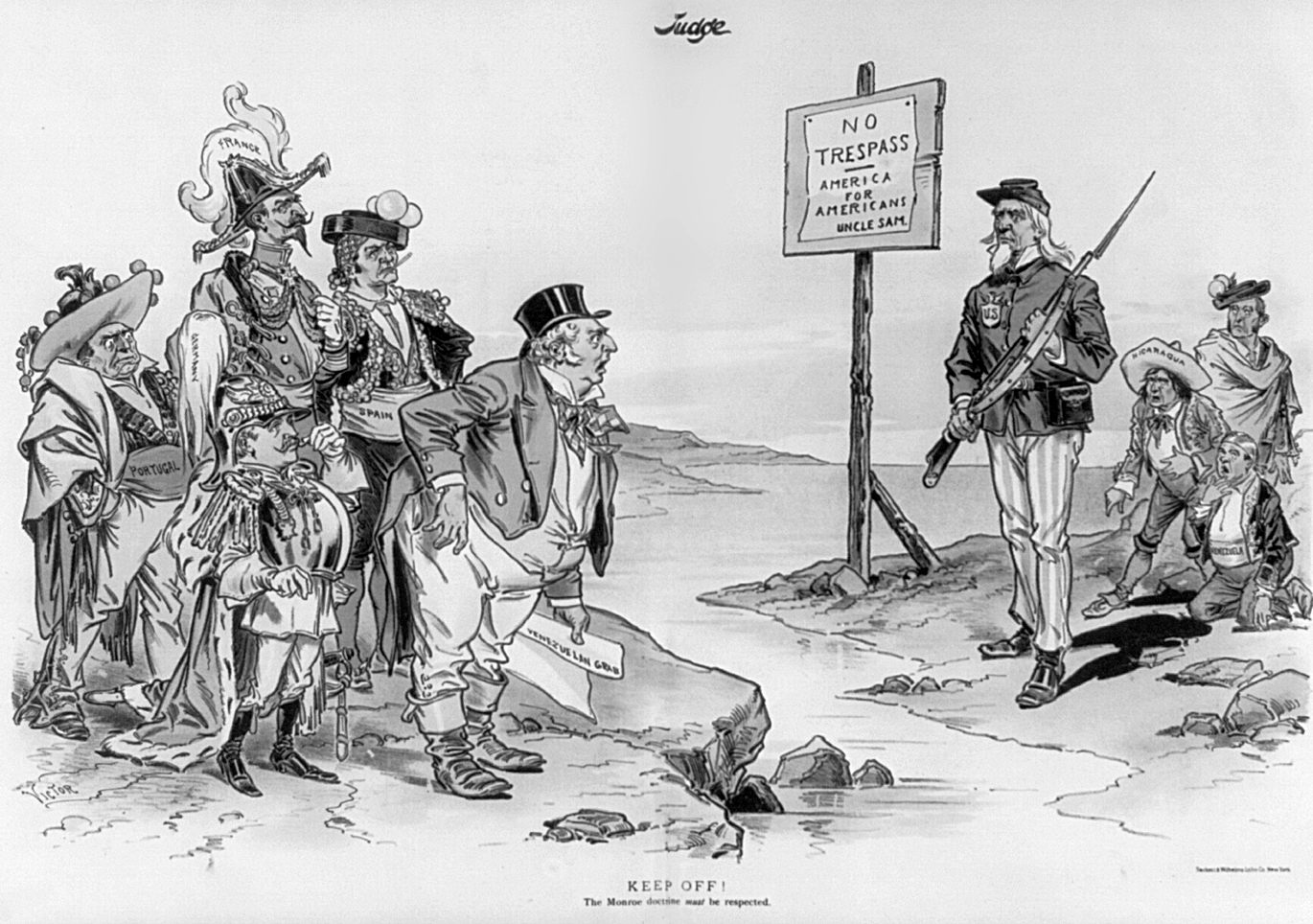
Vignetta satirica del 1896: lo Zio Sam si trova con il fucile tra europei e latinoamericani

Il messaggio implicito di Monroe era che da quel momento in poi il continente americano non sarebbe stato più oggetto di colonizzazione europea. Gli USA avrebbero considerato ogni tentativo di estendere il sistema politico continentale europeo a qualsiasi territorio dell'emisfero occidentale come pericoloso per la loro pace e sicurezza e che ogni tentativo di controllo del destino degli stati americani sarebbe stato interpretato come esplicita manifestazione di inimicizia verso gli USA. Con un linguaggio più moderno ciò significa che la dottrina Monroe annunciava al mondo che gli USA erano decisi a preservare la propria integrità territoriale, soprattutto contro le pretese e le rivendicazioni sulla costa nordoccidentale del Pacifico, e l'indipendenza politica degli stati del Nuovo Mondo e che un intervento europeo non sarebbe stato gradito. Il messaggio venne accolto in Europa con sorpresa, indignazione e indifferenza, anche perché, al momento della diffusione del messaggio, gli Stati Uniti, che erano ancora una potenza minore, intimavano al mondo di non intromettersi nelle vicende delle Americhe nonostante avessero una marina equiparabile, per dimensioni e capacità di fuoco, tutt'al più alla marina cilena.
Considerata la primissima formulazione teorica dell'imperialismo statunitense, essa fu ripresa in occasione dell'annessione del Texas a seguito della guerra messico-statunitense. La dottrina, dapprima intesa dai suoi ideatori come una proclamazione ideale degli Stati Uniti contro il colonialismo, in seguito fu rivista da Theodore Roosevelt e intesa nel senso di affermazione dell'egemonia statunitense nel continente americano (cfr. corollario Roosevelt). Successivamente essa  fu posta a fondamento, insieme con il Manifest Destiny, dell'idea di protettorato USA in tutta l'area centroamericana e caraibica, e infine durante la guerra fredda per giustificare interventi politici e militari statunitensi in America centrale e meridionale (cfr. questione cubana).

## Nella cultura di massa
- Carlo Emilio Gadda, nella sua opera La meccanica del 1929 cita l'ideologia di Monroe: